# St Mary's College, Rawalpindi
O St Mary's College, Rawalpindi, é um instituto de ensino superior estabelecido pela Diocese Católica Romana de Islamabad-Rawalpindi em 2006 para atender às crescentes necessidades educacionais da região. Foi chamado pela primeira vez de Faculdade Ave Maria de Ciências Profissionais e Aplicadas.
Alunos da faculdade e do ensino médio local rezaram um rosário que o Papa Bento XVI levou do Vaticano através de uma conexão especial via satélite em 10 de março de 2007. Cerca de 100 estudantes locais, a maioria da faculdade, mas também um pequeno grupo da St. Mary's High School, juntaram-se a estudantes em Hong Kong, Kolkata na Índia, Manila nas Filipinas e sete cidades europeias para a transmissão de mão dupla. O Gabinete Pastoral para Universidades da diocese de Roma organizou o evento, intitulado Caridade Intelectual, o Caminho para a Cooperação Renovada entre a Europa e a Ásia, com Igrejas locais. Hospedado no Auditório Paulo VI, no Vaticano. A ocasião foi o 5º Dia Europeu das Universidades. O bispo Anthony Lobo, da diocese católica romana de Islamabad-Rawalpindi, liderou a reunião de estudantes paquistaneses que se reuniram na capela do Boys 'Town Hostel na faculdade. 
A Associação de Voluntários em Serviços Internacionais está lançando uma colaboração com o Bispo Anthony Lobo, Diretor do Colégio. O AVSI apóia a faculdade, dando a muitos jovens a chance de continuar seus estudos e desempenhar um papel ativo na sociedade paquistanesa. 

O St. Mary's College criou seu nicho no nível intermediário. Oferece aulas pré-universitárias para engenharia, medicina, ciências da computação e negócios. Em 2010, Aheed Naveed Ahmed ficou em primeiro lugar em toda a faculdade, marcando 950 marcos no exame intermediário e sua pontuação ainda é considerada a primeira. É afiliado ao Northern Consortium UK para ministrar aulas de negócios e engenharia. O consórcio compreende algumas das principais universidades britânicas com uma facilidade para os alunos completarem 1 a 2 anos no Paquistão e o restante na universidade britânica matriz. O Brigadeiro Aposentado Samson Simon Sharaf é o Reitor do Colégio.